# Arts du feu
Les arts du feu sont des activités de nature artisanales ou artistiques qui reposent sur la transformation d'une matière minérale par la  chaleur.

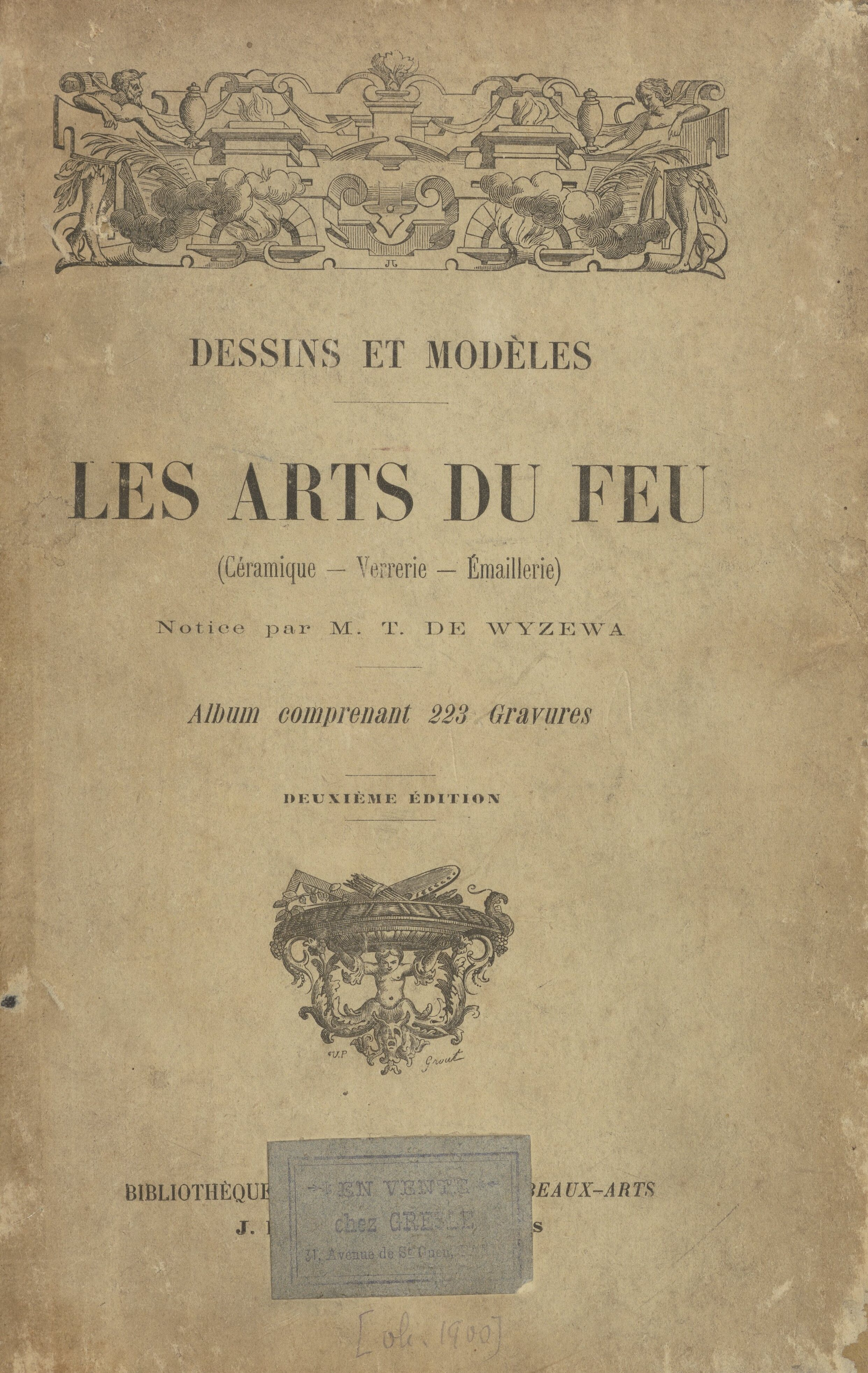
Couverture de la notice sur Les Arts du feu par M. T. de Wizewa en 1900.

On y trouve la céramique, la métallurgie, l'émaillage, ainsi que le travail du verre.
La ville de Limoges se qualifie et est souvent présentée comme capitale des arts du feu, à cause de sa longue tradition artisanale et industrielle de l'émail (émail de Limoges), des vitraux, de la porcelaine (porcelaine de Limoges), et plus récemment de la céramique technique (Pôle européen de la céramique),.